# Gustavo Rodas
Gustavo Ariel Rodas (Rosario, Santa Fe, 16 de enero de 1986) es un exfutbolista argentino. Jugó como mediapunta. Se destacó en las divisiones inferiores de Newell's Old Boys, pero no pudo proyectarse exitosamente como profesional.

## Trayectoria
Jugó desde muy joven en las divisiones inferiores de Newell's Old Boys, donde fue considerado un futbolista prodigio al igual que su compañero Lionel Messi.
Debutó profesionalmente en una victoria por 4-1 ante Talleres de Córdoba en 2002, usando la camiseta con el número 24. En ese mismo partido anotó el cuarto gol de su equipo, convirtiéndose en el jugador más joven de la historia de su club en anotar un gol en Primera División. Sin embargo nunca pudo consolidarse como titular, opacado por jugadores como Damián Manso y Ariel Ortega.
A principios de 2007 fue cedido a préstamo a Tiro Federal. Jugó allí un semestre y luego se terminó su contrato con Newell's Old Boys, por lo que se convirtió en agente libre.
Tras un paso por El Porvenir, a mediados de 2008 salió del país para hacer su primera experiencia como jugador extranjero en el Cúcuta Deportivo de Colombia. Sin embargo poco después pasó al Coronel Bolognesi, luego de que el club peruano fallara en su esfuerzo por contratar a César La Paglia.
Tras el descenso del Coronel Bolognesi en 2009, pasó a las filas del León de Huánuco, otro equipo peruano. Allí hizo una campaña individual brillante, que le sirvió para guiar a su equipo a la obtención del subcampeonato del Descentralizado 2010. 
Aunque el Alianza Lima y el Universitario buscaron ficharlo, finalmente Rodas decidió dejar el Perú para jugar en el Deportivo Quito de Ecuador. Disputó la Copa Libertadores 2011 y se consagró campeón del Campeonato Ecuatoriano de Fútbol 2011.
En diciembre de 2011 el club Universidad San Martín anunció que traerían de regreso a Rodas al Perú, pero el jugador optó por irse a China para aprovechar una mejor propuesta económica. De todos modos, en julio de 2012 regresó al León de Huánuco, pero su rendimiento deportivo estuvo por debajo de lo esperado.
A partir de allí comenzó el declive de Rodas, quien se alejó del fútbol profesional por un año y medio hasta que reapareció en 2014 al ser anunciado como refuerzo de Talleres de Córdoba que ese año se disponía a disputar el Torneo Federal A.
En enero de 2016 se incorporó al Wilstermann de la Primera División de Bolivia y terminó consagrándose campeón con su equipo del Torneo Clasura de ese año.
En 2017 pasó por el Estudiantes de Río Cuarto de Argentina, el Esperanza SC de Japón y el Universidad César Vallejo del Perú, pero en ninguno de esos equipos tuvo continuidad.
En 2020 quiso regresar a jugar al fútbol para el club Unidos de Zavalla en la Liga Casildense de Fútbol, pero el campeonato fue suspendido ese año.
Posteriormente se dedicó a entrenar equipos juveniles y a jugar al fútbol 7 en torneos rosarinos.

## Selección nacional
Ha sido internacional con la Selección Sub-17 de Argentina, con la que salió campeón del Campeonato Sudamericano Sub-17 de 2003 realizado en Bolivia.

## Clubes
| Club                      | País      | Año       | PJ | Goles |
| ------------------------- | --------- | --------- | -- | ----- |
| Newell's Old Boys         | Argentina | 2002-2006 | 32 | 2     |
| Tiro Federal              | Argentina | 2007      | 14 | 1     |
| El Porvenir               | Argentina | 2008      | 2  | 0     |
| Cúcuta Deportivo          | Colombia  | 2008      | 2  | 0     |
| Coronel Bolognesi         | Perú      | 2008-2009 | 23 | 4     |
| León de Huánuco           | Perú      | 2010      | 39 | 10    |
| Deportivo Quito           | Ecuador   | 2011      | 12 | 0     |
| Guizhou Renhe             | China     | 2012      | 6  | 0     |
| León de Huánuco           | Perú      | 2012      | 12 | 1     |
| Talleres                  | Argentina | 2014-2015 | 15 | 1     |
| Wilstermann               | Bolivia   | 2016      | 14 | 2     |
| Estudiantes de Río Cuarto | Argentina | 2017      | ?  | ?     |
| Esperanza S. C.           | Japón     | 2017      | ?  | ?     |
| Universidad César Vallejo | Perú      | 2017      | 4  | 2     |

## Palmarés

### Campeonatos nacionales
| Título          | Club              | País      | Año  |
| --------------- | ----------------- | --------- | ---- |
| Torneo Apertura | Newell's Old Boys | Argentina | 2004 |
| Torneo Clausura | Jorge Wilstermann | Bolivia   | 2016 |

### Torneos internacionales
| Título                   | Club                | País    | Año  |
| ------------------------ | ------------------- | ------- | ---- |
| Sudamericano Sub-17 2003 | Selección Argentina | Bolivia | 2003 |